# Tsuruga
Tsuruga (敦賀市 Tsuruga-shi?) es una ciudad situada en el suroeste de la prefectura de Fukui, Japón. 
A partir de abril de 2012, la ciudad tiene una población estimada de 68 401 y una densidad de población de 810 personas por km². La superficie total es de  	250,74 km².

## Clima
Tsuruga tiene un clima subtropical húmedo, con veranos calurosos e inviernos fríos. Las precipitaciones son abundantes durante todo el año, particularmente en diciembre y enero.
| Parámetros climáticos promedio de Tsuruga | Parámetros climáticos promedio de Tsuruga | Parámetros climáticos promedio de Tsuruga | Parámetros climáticos promedio de Tsuruga | Parámetros climáticos promedio de Tsuruga | Parámetros climáticos promedio de Tsuruga | Parámetros climáticos promedio de Tsuruga | Parámetros climáticos promedio de Tsuruga | Parámetros climáticos promedio de Tsuruga | Parámetros climáticos promedio de Tsuruga | Parámetros climáticos promedio de Tsuruga | Parámetros climáticos promedio de Tsuruga | Parámetros climáticos promedio de Tsuruga | Parámetros climáticos promedio de Tsuruga |
| Mes                                       | Ene.                                      | Feb.                                      | Mar.                                      | Abr.                                      | May.                                      | Jun.                                      | Jul.                                      | Ago.                                      | Sep.                                      | Oct.                                      | Nov.                                      | Dic.                                      | Anual                                     |
| ----------------------------------------- | ----------------------------------------- | ----------------------------------------- | ----------------------------------------- | ----------------------------------------- | ----------------------------------------- | ----------------------------------------- | ----------------------------------------- | ----------------------------------------- | ----------------------------------------- | ----------------------------------------- | ----------------------------------------- | ----------------------------------------- | ----------------------------------------- |
| Temp. máx. media (°C)                     | 6.9                                       | 7.2                                       | 10.8                                      | 17.2                                      | 21.9                                      | 25.0                                      | 29.3                                      | 31.1                                      | 26.7                                      | 21.2                                      | 15.9                                      | 10.3                                      | 18.6                                      |
| Temp. media (°C)                          | 3.9                                       | 4.0                                       | 6.9                                       | 12.9                                      | 17.5                                      | 21.3                                      | 25.5                                      | 27.0                                      | 22.7                                      | 16.8                                      | 11.8                                      | 6.9                                       | 14.8                                      |
| Temp. mín. media (°C)                     | 1.0                                       | 0.9                                       | 3.0                                       | 8.5                                       | 13.2                                      | 17.8                                      | 22.3                                      | 23.5                                      | 19.2                                      | 12.7                                      | 7.7                                       | 3.5                                       | 11.1                                      |
| Precipitación total (mm)                  | 312.0                                     | 207.1                                     | 167.9                                     | 146.2                                     | 146.8                                     | 216.2                                     | 220.2                                     | 130.9                                     | 220.6                                     | 157.0                                     | 190.4                                     | 303.6                                     | 2418.9                                    |
| Nevadas (cm)                              | 118                                       | 92                                        | 19                                        | 0                                         | 0                                         | 0                                         | 0                                         | 0                                         | 0                                         | 0                                         | 1                                         | 34                                        | 264                                       |
| Horas de sol                              | 63.7                                      | 72.1                                      | 133.3                                     | 162.9                                     | 192.7                                     | 144.2                                     | 170.1                                     | 205.3                                     | 141.6                                     | 147.5                                     | 108.6                                     | 75.9                                      | 1617.9                                    |
| Humedad relativa (%)                      | 75                                        | 73                                        | 69                                        | 68                                        | 69                                        | 75                                        | 77                                        | 74                                        | 76                                        | 73                                        | 72                                        | 73                                        | 72.8                                      |
| Fuente: NOAA (1961-1990)                  |                                           |                                           |                                           |                                           |                                           |                                           |                                           |                                           |                                           |                                           |                                           |                                           |                                           |

## Ciudades hermanas
Tsuruga está hermandada con:
- Donghae, Corea del Sur.
- Taizhou,  China.
- Nakhodka, Rusia.